# Adelocaryum
- Commons
- Wikispecies

Adelocaryum é um gênero de plantas pertencente à família Boraginaceae.

## Espécies
- Adelocaryum coelestinum
- Adelocaryum lambertianum
- Adelocaryum malabaricum
- Adelocaryum nebulicola